# قسم مراقبة لندن
كان قسم مراقبة لندن (بالإنجليزية:  London Controlling Section (LCS))‏ إدارة سرية أُسست في سبتمبر 1941 تحت قيادة أوليفر ستانلي، مع تفويض لتنسيق الخداع العسكري الاستراتيجي لدول الحُلفاء خلال الحرب العالمية الثانية. شُكل القسم ضمن فريق التخطيط المُشترك في مكاتب مجلس وزارة الحرب، والتي أصبح فيها ونستون تشرشل رئيسًا للوزراء.